# Puberg
Puberg es una localidad y comuna francesa, situada en el departamento de Bajo Rin en la región de Alsacia.
La comuna se ubica en los límites del Parque natural regional de los Vosgos del Norte.
Limita al noreste con Rosteig, al sureste con Zittersheim, al suroeste con Hinsbourg, al oeste con Frohmuhl y Weislingen, al noroeste con Volksberg.

## Demografía
| 312 | 314 | 332 | 306 | 313 | 346 |
| Para los censos de 1962 a 1999 la población legal corresponde a la población sin duplicidades (Fuente: INSEE [Consultar]) |     |     |     |     |     |